# Le Gault-Soigny
Le Gault-Soigny är en kommun i departementet Marne i regionen Grand Est (tidigare regionen Champagne-Ardenne) i nordöstra Frankrike. Kommunen ligger i kantonen Montmirail som tillhör arrondissementet Épernay. År 2022 hade Le Gault-Soigny 503 invånare.

## Befolkningsutveckling
Antalet invånare i kommunen Le Gault-Soigny
| Referens: INSEE |